# Rhynchozoon neapolitanum
Rhynchozoon neapolitanum är en mossdjursart som beskrevs av Marie Clément Gaston Gautier 1962. Rhynchozoon neapolitanum ingår i släktet Rhynchozoon och familjen Phidoloporidae. Inga underarter finns listade i Catalogue of Life.